# Alojz Derling
Alojz Derling, slovenski graditelj metalurških peči in inovator, * 10. december 1913, Hlebce, † 24. junij 1981, Zenica. 

## Življenje in delo
Bil je kvalificirani zidar za delo z ognjevzdržnimi materiali v železarni Jesenice. Med 2. svetovno vojno je sodeloval v narodnoosvobodilni borbi, po vojni pa je sprva ponovno delal v jeseniški železarni, od 1947 dalje pa v železarni Zenica kot upravnik obrata za zidanje in vzdrževanje metalurških peči. Pod njegovim vodstvom je leta 1960 nastalo specializirano gradbeno podjetje za projektiranje in gradnjo industrijskih peči, dimnikov in vodnih stolpov ter izdelavo ognjevzdržnih gradiv Vatrostalna v Zenici. Kot direktor (1968-1978) je Derling podjetje strokovno in organizacijsko razvil tako, da se je uveljavilo v  Jugoslaviji kakor tudi v tujini ter postavilo v industrijsko razvitih državah velike koksarniške in metalurške peči. Derling je avtor okoli 30 izumov, inovacij in racionalitacij; patent derling, konstrukcijo visečega oboka za Siemens-Martinovo peč, so uporabili v 17 razvitih državah. V domovini je prejel več nagrad, na 14. mednarodni razstavi iznajdb v Bruslju pa diplomo in škrlatno medaljo. Bil je častni član Zveze inženirjev in tehnikov Jugoslavije.